# 李承魯
李承魯（：／ Lee Seung-ro，1960年2月18日—）是大韓民國的政治人物，現任首爾特別市城北區區廳長。

## 事件
宣布將在2022-23年內改變長期以來令城北區頭疼的妓院'Miari Texas'地區。因為這是一個長期以來一直受到城北區居民投訴的地區. 連任區長的成功為該計劃提供了動力。